# Chalcoscirtus brevicymbialis
Chalcoscirtus brevicymbialis es una especie de araña araneomorfa del género Chalcoscirtus, familia Salticidae. Fue descrita científicamente por Wunderlich en 1980.
Se distribuye por Europa Central, Italia, Rusia (Europa) y Kazajistán. El cuerpo de esta especie mide aproximadamente 1,85-2,4 milímetros de longitud.